# 斯科特·芒恩
斯科特·芒恩（英語：Scott Munn，1970年5月21日—），美国男子赛艇运动员。他曾代表美国参加世界赛艇锦标赛，获得一枚金牌。他也曾参加1992年夏季奥林匹克运动会。